# Na Hye-sok
Na Hye-Sok (18 de abril de 1896 - 10 de diciembre de 1948). Su pseudónimo era Jeongwol (luna brillante), fue una artista, poeta, escritora, pintora y activista feminista liberal de Corea del Sur.

## Biografía
Na Hye-Sok nació en 1896 en Suwon, provincia de Gyeonggi. Fue la cuarta en el seno de una familia adinerada. En su infancia la llamaban Agi y Myeong-soon. Le dieron el nombre de Hye-sok cuando comenzó a asistir a la Escuela de bachillerato femenina Jin Myeong. Demostró talento artístico desde muy temprana edad y se graduó como una de las mejores de su clase. Animada por su hermano, fue a la universidad y estudió pintura occidental, algo que se pensaba imposible para una mujer en la sociedad coreana en aquel momento.

## Obra
Na Hye-sok (1896–1948) fue una escritora y pintora feminista coreana. Fue la primera pintora profesional y la primera escritora feminista en Corea. Pintó algunas de las primeras obras de estilo occidental de Corea y publicó novelas y relatos cortos feministas. Su obra escrita más importante, "Kyunghee", publicada en 1918, trata del autodescubrimiento de una mujer y la posterior búsqueda de sentido en la vida como una "nueva mujer". Es el primer relato corto feminista de la literatura coreana.
Después de graduarse de la Escuela secundaria femenina Jin Myeong en 1913, se especializó en pintura occidental en la Universidad Nacional de Bellas Artes y Música de Tokio. En abril de 1915, se convirtió en la coordinadora principal de la Asociación de Estudiantes Femeninas Coreanas en Japón. Fue por aquel entonces cuando se enamoró de Ch'oe Sung-gu, un estudiante de la Universidad de Keio y después el editor y director de la revista Hakchigwang. Su relación con Ch'oe tuvo una gran difusión entre los estudiantes coreanos en Japón, así como su cercana relación literaria y personal con Yi Kwang-su. En la primavera de 1915, el padre de Na Hye-sok la hizo volver a Corea y la obligó a aceptar una proposición de matrimonio de una familia bien establecida. Na Hye-sok pudo evitarlo al encontrar un puesto de profesora en una escuela primaria, según relató ella después. Después de enseñar y ahorrar dinero durante un año para pagar la matrícula, volvió a Tokio a finales de 1915 para seguir con sus estudios. Sin embargo, en abril de 1916 Ch'oe Sung-gu murió de tuberculosis y Na Hye-sok tuvo que dejar temporalmente los estudios para recuperarse del colapso nervioso que le sobrevino.
En 1920, Na Hye-sok, junto con Kim Won-ju y diez literatos más, fundaron la revista literaria P-yeho. A principio de la década de 1920, tanto Kim Won-ju como Na Hye-sok aportaron una serie de artículos para la primera revista para mujeres coreanas, que se llamó Sinyeoja (“Mujer nueva”), acerca de cómo mejorar la vestimenta de las mujeres coreanas. Sostenían que era necesaria una ropa más funcional y práctica para mejorar la higiene, salud e imagen personal de la mujer coreana, y criticaban los vestidos tradicionales coreanos que no consideraban el confort, la protección y la comodidad de la mujer.
En abril de 1920 se casó con Kim Woo-young en el salón de bodas Jeongdong en Seúl. Se casaron por amor, algo poco común en la Corea de la época.
En 1927 Na Hye-sok y su marido hicieron un recorrido de tres años por Europa. Se dice que estando en París con su marido ausente, tuvo un affaire con Choi Rin, líder de la religión Chendogyo, lo que la convirtió en carne de cañón para los periodistas. Su marido pidió el divorció por la infidelidad, pero no se sabe si realmente le fue infiel. Su diario muestra que hasta finales de la década de 1930 luchó por mantenerse fiel a los roles tradicionales de esposa y madre a pesar de las muchas humillaciones y frustraciones de su infeliz matrimonio. De cualquier forma, se la tachó de ser una mujer que utilizaba sus pretensiones artísticas como una excusa para tener aventuras sexuales.
A pesar del divorcio y de la mala reputación, Na Hye-sok continuó pintando y ganó un premio especial en la 10º Exhibición de Arte Joseon en 1931. También publicó un relato titulado "Confesión de un divorcio" en la revista Samcheolli en 1934, donde habló de temas como la desigualdad entre hombres y mujeres según la moral y tradición coreanas, desafiando el sistema social patriarcal y la mentalidad machista de la Corea de aquel entonces.
Murió sola el 10 de diciembre de 1948 en un hospital para mendigos. Era frecuente mentar su final para regañar a las mujeres jóvenes coreanas con ambiciones literarias o artísticas con frases como: "¿Quieres ser otra Hye-sok?". Sin embargo, recientemente se la ha reconocido en Corea por sus logros en el arte y la literatura. El Seoul Arts Center abrió una exposición retrospectiva de sus obras en el año 2000.

## Obras
- "Confesión de un divorcio" (이혼고백서, 離婚告白書)

- "Ir de luna de miel a la tumba del primer amor" (첫사랑의 무덤으로 신혼여행을 가다)

- "Kyunghee" (경희)

- "Jeongsun" (정순)

- Obras completas de Na Hye-sok 나혜석전집, 羅蕙錫全集)
- Antología de Na Hye-sok (나혜석 작품집)